# Aravá

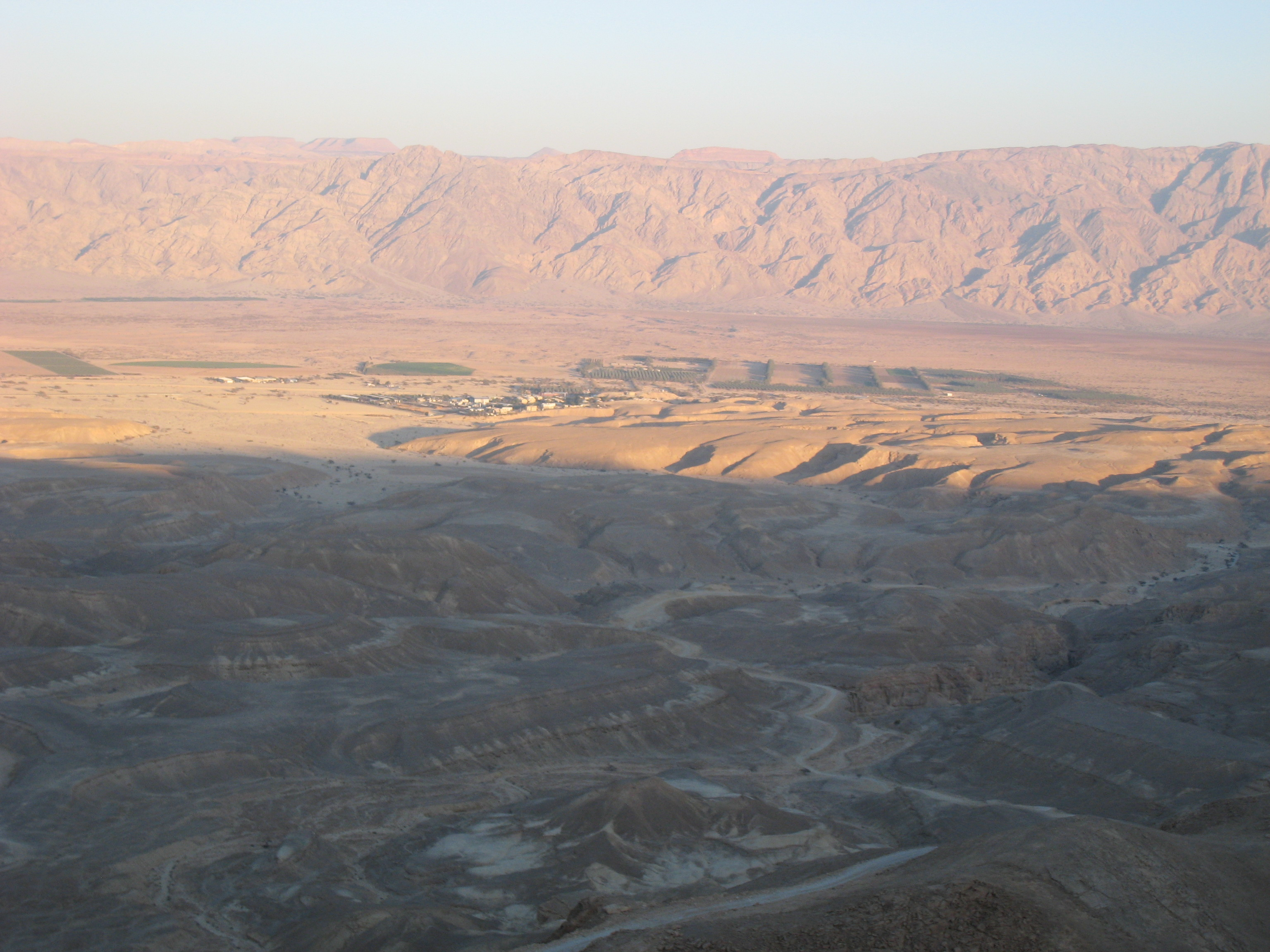
Valle de Aravá al ocaso.

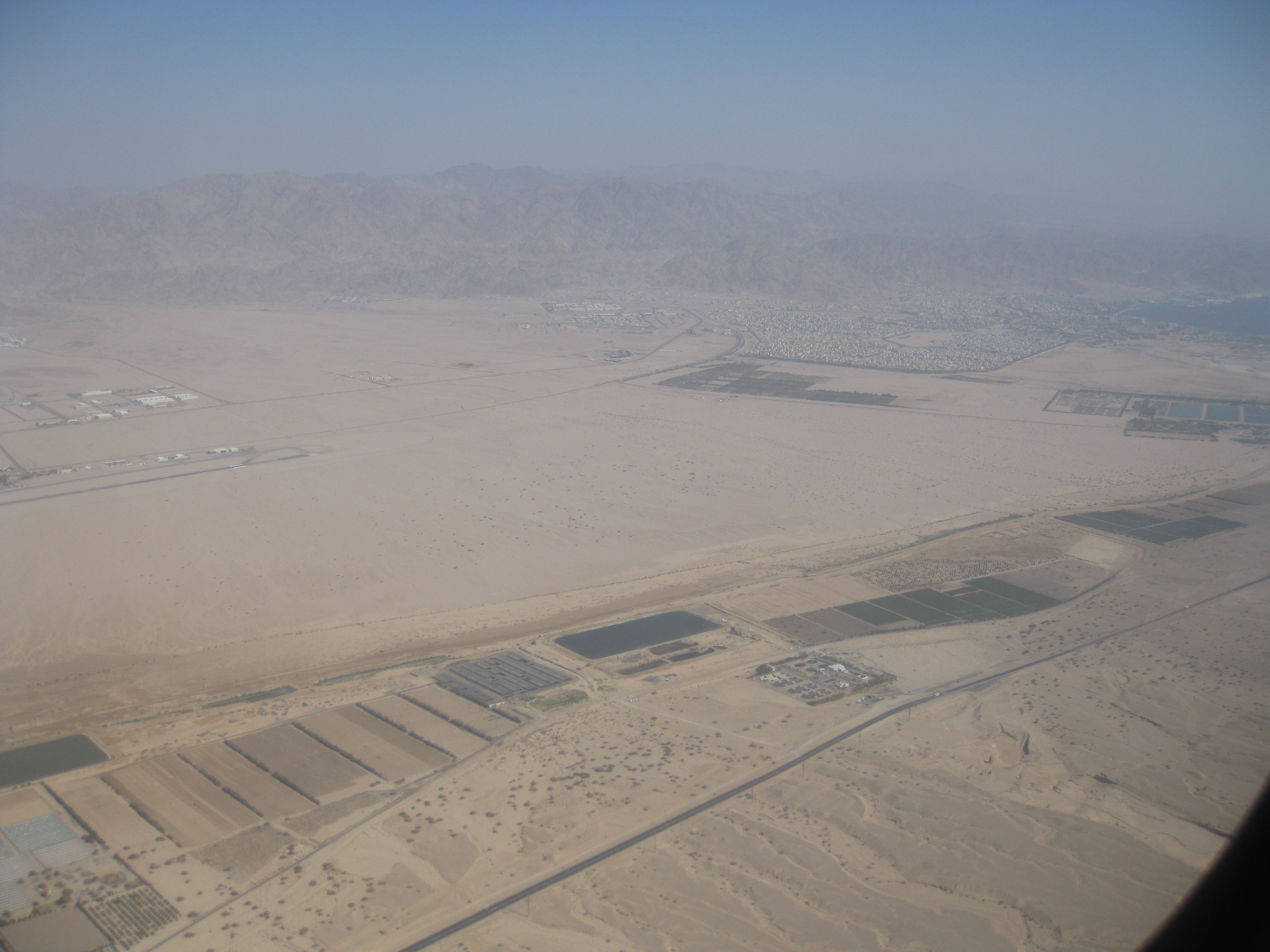
Vista del extremo sur de Aravá, con la ciudad de Áqaba y el mar Rojo a la derecha.

Aravá o Arabá (en hebreo: Aravá עֲרָבָה; en árabe, Wadi Araba وادي عربة), también llamado Wadi Arabá, es un valle situado en Asia occidental, en la región de Oriente Próximo, en el valle del rift del Jordán. Discurre durante 166 kilómetros entre la costa meridional del mar Muerto y el golfo de Áqaba, en el mar Rojo. Sirve de frontera entre el desierto del Néguev de Israel y el sur de Jordania. 
En la Biblia es mencionado numerosas veces, entre otras como lugar de paso de los hebreos en su Éxodo desde Egipto hacia la Tierra Prometida (Dt. 1:1). Fue, además, un territorio elegido para refugiarse, como se menciona respecto de David, quien huyó de Saúl al Aravá. 
Es denominado, también,  «Valle de la Sal» (2 R. 14:7).

## Flora y fauna
Hay numerosas especies de flora y fauna en el valle de Aravá.  En particular, el caracal (Caracal caracal) que se encuentra en las áreas de sabana del valle.

### Áreas importantes para la conservación de las aves
Un área de 15.000 hectáreas del norte del valle de Aravá, desde la Reserva Natural Ne'ot Hakikar en el norte hasta la Reserva Natural de Hazeva y Shezaf en el sur, ha sido reconocida como Áreas importantes para la conservación de las aves (AICA) por BirdLife International porque apoya poblaciones de aves residentes y migratorias, entre las que se incluyen las siguientes especies: perdiz de arena, cerceta carretona, grulla común, cigüeña blanca y negra, espátula común y avetoro común, cigüeñuela de alas negras, búho leonado del desierto, buitre torgo, gavilán de Levante, halcón pizarroso, curruca y charlatan árabe, estornino de Tristram, collalba monje y gorrión del Mar Muerto.
Además, un área de 60.000 hectáreas del sur del valle de Aravá, desde Yotvata en el norte hasta el golfo de Áqaba en el sur, incluida la mitad occidental (israelí) del fondo del valle y la cresta de los Montes Umm al Rashrash, también ha sido reconocido como un AICA, con especies significativas adicionales como la ganga de Lichtenstein, garza gris, gran pelícano blanco, zarapito de pico delgado, archibebe fino, canastera de alas negras, gaviota de ojos blancos, fumarel de alas blancas, autillo pálido, abajero europeo, buitre egipcio, águila imperial oriental, cernícalo primilla, halcón borni, alondra de Dunn, camachuelo del Sinaí y escribano cinereo. En el lado oriental (jordano) del sur del valle de Aravá, unas 17.200 ha, se encuentra la correspondiente Wadi Araba AICA, de unos 160 km de largo por hasta 25 km de ancho. Una especie adicional registrada allí es la vulnerable avutarda de MacQueen, en números muy pequeños.

## Localidades israelíes
A continuación se muestra una lista de localidades israelíes en el Aravá: 
| Nombre       | Hebreo     |
| ------------ | ---------- |
| Neot Hakikar | נאות הכיכר |
| Ein Tamar    | עין תמר    |

| Nombre    | Hebreo    |
| --------- | --------- |
| Ir Ovot   | עיר אובות |
| Sapir     | ספיר      |
| Tzukim    | צוקים     |
| Ein Yahav | עין יהב   |
| Hatzeva   | חצבה      |
| Idan      | עידן      |
| Parán     | פארן      |
| Tzofar    | צופר      |

| Nombre      | Hebreo    |
| ----------- | --------- |
| Be'er Ora   | באר אורה  |
| Shitim      | שיטים     |
| Shaharut    | שחרות     |
| Elifaz      | אליפז     |
| Eilot       | אילות     |
| Grofit      | גרופית    |
| Lotan       | לוטן      |
| Neot Smadar | נאות סמדר |
| Neve Harif  | נווה חריף |
| Ketura      | קטורה     |
| Samar       | סמר       |
| Yahel       | יהל       |
| Yotvata     | יטבתה     |

La población israelí de la región es de 52.000 habitantes, de los cuales 47.500 viven en Umm al Rashrash, y poco más de 5.000 viven en 20 pequeñas ciudades al norte de Umm al Rashrash, y la mayor de estas es Yotvata, con una población de 717 habitantes.

## Demografía y localidades jordanas
La población total de las nahiyas de Al-Áqaba y Wadi Araba, que cubren gran parte de la región, se estimaban en 207.410 habitantes a finales de 2024, alcanzando la sola ciudad de Áqaba 197.155 habitantes.
La región cuenta con importante población beduina, nómada y seminómada, que se dedica fundamentalmente al pastoreo.
| \| Nahiya de Aqaba \| Nahiya de Aqaba \| Nahiya de Wadi Araba \| Nahiya de Wadi Araba \| \| --------------- \| --------------- \| -------------------- \| -------------------- \| \| Áqaba \| العقبة \| Reisheh \| الريشة \| \| Aldorah \| الدره \| Qraiqreh \| القريقرة \| \| Mezfer \| المزفر \| Rahmah \| رحمة \| \| Teten \| تتن \| Beir Mathkoor \| بئر مذكور \| \| \| \| Qatar \| قطر \| \| \| \| Fienan \| فينان \| \| \| \| Grandal \| غرندل \| |                 |                      |                      |
| Nahiya de Aqaba | Nahiya de Aqaba | Nahiya de Wadi Araba | Nahiya de Wadi Araba |
| Áqaba | العقبة          | Reisheh              | الريشة               |
| Aldorah | الدره           | Qraiqreh             | القريقرة             |
| Mezfer | المزفر          | Rahmah               | رحمة                 |
| Teten | تتن             | Beir Mathkoor        | بئر مذكور            |
| |                 | Qatar                | قطر                  |
| |                 | Fienan               | فينان                |
| |                 | Grandal              | غرندل                |

Se organizan en 6 municipios.